# Фридрих Вилхелм I (Саксония-Ваймар)
Фридрих Вилхелм I (на немски: Friedrich Wilhelm I von Sachsen-Weimar; * 25 април 1562, Ваймар; † 7 юли 1602, Ваймар) от род Ернестинските Ветини, е херцог на Саксония-Ваймар от 1573 до 1602 г.

## Живот
Той е най-големият син на херцог Йохан Вилхелм I (1530 – 1573) от Саксония-Ваймар и първата му съпруга Доротея Сузана фон Пфалц (1544 – 1592), дъщеря на курфюрст Фридрих III от Пфалц.
Фридрих Вилхелм I се записва на 12 години да следва в университет Йена. При смъртта на баща му той е още непълнолетен и поема управлението под регентството на майка му и други регенти, накрая от роднината му саксонския курфюрст Август от Албертините. През 1583 г. Фридрих Вилхелм I става пълнолетен, но започва да управлява самостоятелно едва след смъртта на курфюрст Август през 1586 г.
През 1591 г. Фридрих Вилхелм I става регент на малолетния курфюрст Кристиан II, каквото е било желанието на покойния му баща – саксонския курфюрст Кристиан I. Фридрих Вилхелм се премества в Торгау, а управлението на Ваймар поема по-малкият му брат Йохан III (1570 – 1605). След като Кристиан I навършва пълнолетие през 1601 г., Фридрих Вилхелм се връща обратно в Саксония-Ваймар, където умира година по-късно.
За синовете на Фридрих Вилхелм I от Саксония-Ваймар се отделя самостоятелното херцогство Саксония-Алтенбург. Така Фридрих Вилхелм I e прародител на старата линия на Алтенбургските херцози, които управляват Саксония-Алтенбург до 1672 г.

## Фамилия
Първи брак: 5 май 1583 г. във Ваймар със София фон Вюртемберг (1563 – 1590), най-малката дъщеря на херцог Кристоф от Вюртемберг. От този брак той има пет деца, от които само две дъщери са живи след неговата смърт:
- Доротея Мария (1584 – 1586)
- Йохан Вилхелм (1585 – 1587)
- Фридрих (1586 – 1587)
- Доротея София (1587 – 1645), абатеса на Кведлинбург
- Анна Мария (1589 – 1626)

Втори брак: 9 септември 1591 г. в Нойбург на Дунав с пфалцграфинята Анна Мария фон Пфалц-Нойбург (1575 – 1643), дъщеря на пфалцграф и херцог Филип Лудвиг Пфалц-Нойбурски. Те имат децата:
- Йохан Филип (1597 – 1639), херцог на Саксония-Алтенбург
- Анна София (1598 – 1641), ∞ 1618 херцог Карл Фридрих от Мюнстерберг-Оелс (1593 – 1647)
- Фридрих (1599 – 1625), херцог на Саксония-Алтенбург
- Йохан Вилхелм (1600 – 1632), херцог на Саксония-Алтенбург
- Доротея (1601 – 1675), ∞ 1633 херцог Албрехт фон Саксония-Айзенах (1599 – 1644)
- Фридрих Вилхелм II (1603 – 1669), херцог на Саксония-Алтенбург